# Citocalasina
Les citocalasines i les fal·loïdines són dos grups de compostos naturals, petites molècules orgàniques, que s'uneixen a l'actina, alterant-ne la polimerització. Han estat àmpliament usades en l'estudi del paper que juga l'actina en els processos biològics, i en models de proteïnes d'unió a l'actina. Funcionalment, les citocalasines bloquegen els extrems creixent dels filaments d'actina impedint el seu creixement o la seva reabsorció.
Les citocalasines són metabolits trobats en alguns fongs, capaces de traspassar les membranes plasmàtiques de la cèl·lula, bloquejant el funcionament dels filaments d'actina, i així eliminant les protuberàncies de la membrana plasmàtica, donant a les cèl·lules una morfologia rodona. A més de la unió a filaments d'actina, les citocalasines A i B també inhibeixen el transport de monosacàrids a través de la membrana plasmàtica. Altres citocalasines com la C, D, E i H no bloquegen aquest transport.
Les citocalasines s'uneixen a l'extrem creixent (+) dels filaments d'actina, bloquejant tant la polimerització, com la despolimerització de subunitats d'actina al filament d'actina. L'estequiometria és d'una molècula de citocalasina per filament d'actina. Les constants de dissociació (Kd) i d'inhibició per la unió a filaments d'actina, varia entre les diferents citocalasines.
La citocalasina D és probablement la citocalasina més específica d'unió a filaments d'actina, tot i que no es pot descartar que no tingui altres dianes cel·lulars desconegudes, ja que per exemple, la citocalasina D inhibeix la síntesi de proteïnes. Baixes concentracions de citocalasina D inhibeixen la formació de protuberàncies a la membrana plasmàtica típiques de cèl·lules en migració. Concentracions més altes de citocalasina D també eliminen la presència de fibres d'estrès.